# 一関市立磐井中学校
一関市立磐井中学校（いちのせきしりつ いわいちゅうがっこう）は、岩手県一関市山目にある公立中学校。略称は磐井中（いわいちゅう）。

## 沿革
- 2015年（平成27年）
  - 3月31日 - 一関市立山目中学校と一関市立中里中学校が、統合に伴い閉校[3]。
  - 4月1日 - 一関市立磐井中学校として、山目中学校跡地に開校[3]。
  - 4月7日 - 開校式を挙行[3]。
- 2022年（令和4年）4月1日 - 女子制服にスラックスを導入（市内初）[4]。

## 学校目標

### 教育目標
- 磨く知性 - 自ら求めて学び、未来を拓く生徒
- 豊かな感性 - 自他を敬愛し、思いやりのある生徒
- 鍛える身体 - 自ら心身を鍛え、逞しく実行する生徒

出典：

## 学校活動
主な学校活動（行事）のみ掲載。
1学期
- 4月 - 親任式、始業式、入学式、対面式
- 5月 - 運動会、岩手県通信陸上競技一関地方大会
- 6月 - 一関地方中総体、岩手県通信陸上競技大会、一学期期末テスト
- 7月 - 社会体験学習、終業式（夏季休業）

2学期
- 8月 - 始業式、一関地方駅伝大会、修学旅行（3年生）
- 9月 - 一関地方児童生徒独唱大会、一関地方新人戦
- 10月 - 2学期中間テスト、県新人大会前期、文化祭
- 11月 - 県新人大会後期、2学期期末テスト、小中交流会
- 12月 - 終業式（冬期休業）

3学期
- 1月 - 始業式、県立高等学校推薦入試
- 2月 - 学年末テスト
- 3月 - 県立高等学校一般入試、3年生を送る会、卒業式、修了式（年度末休業）、離任式

## 部活動

### 運動部
- 野球部（男子）
- サッカー部（男子）
- バレーボール部
- バスケットボール部
- バドミントン部
- ソフトテニス部

- 陸上部
- 卓球部
- 体操部
- 剣道部
- 柔道部
- スキー部

### 文化部
- 吹奏楽部
- 合唱部
- 社会科学部
- 美術部

出典：

### 特設部
- 特設合唱部
- 特設体操部
- 特設水泳部

出典：

## 付属施設
主な施設のみ掲載。
- 体育館（1,460 m2[1]）- 鉄骨造平屋建て[2]
- 武道館（448 m2[1]）- 鉄骨造平屋建て[2]
- 校庭・グラウンド（12,441 m2[1]）

## 生徒・学級数

### 統合直前（2014年度）の各校の生徒・学級数
| 学校名                                        | 生徒数 | 生徒数 | 生徒数 | 生徒数  | 学級数 | 出典   |
| 学校名                                        | 1年    | 2年    | 3年    | 計      | 学級数 | 出典   |
| --------------------------------------------- | ------ | ------ | ------ | ------- | ------ | ------ |
| 山目中学校                                    | 136    | 154    | 168    | 458(9)  | 16(2)  | [ 10 ] |
| 中里中学校                                    | 23     | 35     | 20     | 78(1)   | 4(1)   | [ 10 ] |
| 合計                                          | 159    | 189    | 188    | 536(10) | 20(3)  |        |
| ※生徒数・学級数内の（）は特別支援生徒・学級数 |        |        |        |         |        |        |

### 本校の生徒・学級数
開校以降の生徒数と学級数を掲載。
| 年度                                          | 生徒数  | 増減 | 学級数 | 増減 | 出典   | 備考 |
| --------------------------------------------- | ------- | ---- | ------ | ---- | ------ | ---- |
| 2015（平成27）年度                            | 551(18) | 15   | 19(4)  | －1  | [ 11 ] | 開校 |
| 2016（平成28）年度                            | 542(13) | －9  | 19(3)  | 0    | [ 11 ] |      |
| 2017（平成29）年度                            | 536(15) | －6  | 20(4)  | 1    | [ 11 ] |      |
| 2018（平成30）年度                            | 489(14) | －47 | 17(2)  | －3  | [ 11 ] |      |
| 2019（令和元）年度                            | 489(9)  | 0    | 17(2)  | 0    | [ 11 ] |      |
| 2020（令和2）年度                             | 479(9)  | －10 | 17(2)  | 0    | [ 11 ] |      |
| 2021（令和3）年度                             | 494(13) | 15   | 17(2)  | 0    | [ 11 ] |      |
| 2022（令和4）年度                             | 475(22) | －19 | 18(4)  | 1    | [ 11 ] |      |
| 2023（令和5）年度                             | 478(24) | 3    | 19(4)  | 1    | [ 12 ] |      |
| ※生徒数・学級数内の（）は特別支援生徒・学級数 |         |      |        |      |        |      |

## 学区
一関市立山目小学校・一関市立赤荻小学校・一関市立中里小学校の学区。
- 一関市山目
  - 山目6区 - 8区、10区 - 13区
  - 三反田1区、2区
  - 青葉1区、2区
  - 末広1区、2区
  - 宮下区、宮前区、中央区、竹山区、五代区、銅谷区、前田区、中野区、境区、幸区、才天区、十二神区、山手区、沢内区、共林区、中通区、中条区、宿区
- 一関市中里

出典：

## 進学前小学校
- 一関市立山目小学校（一関市幸町）
- 一関市立赤荻小学校（一関市赤荻）
- 一関市立中里小学校（一関市蘭梅町）

出典：

## アクセス
県道14号沿い、山目地域の高台に位置している。

### 自動車
- 県道14号・県道260号の竹山交差点（中央町2丁目）から県道14号経由で約1分

## 周辺
- 円満寺
- 社会福祉法人 山目保育園
- 岩手県県南広域振興局 一関地区合同庁舎
- 一関保健センター